# Jörg Weber (Fußballspieler, 1965)
Jörg Weber (* 28. August 1965 in Detmold) ist ein ehemaliger deutscher Fußballspieler und -trainer.

## Spieler und Trainer
Jörg Weber begann seine Karriere bei SuS Pivitsheide und wechselte im Jahre 1980 zu Arminia Bielefeld. Von 1983 und 1985 spielte er insgesamt viermal für Arminia Bielefeld in der ersten Fußball-Bundesliga. Danach spielte der Stürmer bei den ostwestfälischen Vereinen SC Verl, TuS Paderborn-Neuhaus, FC Gütersloh sowie SuS Lage. Im Jahr 1996 übernahm er beim TuS Paderborn-Neuhaus seinen ersten Trainerposten bei der zweiten Mannschaft, die er im Jahr 2000 in die Landesliga führte.
Nach vier Spielzeiten wechselte Weber zum Regionalligisten SC Verl, bei dem er zwei Jahre blieb. Über die Oberligisten VfB Fichte Bielefeld (2004/05) und FC Gütersloh 2000 (2005/06) war er von 1. Juli 2006 bis Februar 2007 Trainer der zweiten Mannschaft von Arminia Bielefeld. Am 13. Februar 2007 wurde Weber Co-Trainer der ersten Mannschaft von Arminia Bielefeld als Nachfolger des zum Cheftrainer aufgerückten Frank Geideck. Weber sollte die Position zunächst bis zum Ende der Saison 2006/07 bekleiden. In der Saison 2007/08 wurde er wieder Trainer der zweiten Mannschaft des Bundesligisten und war weiterhin mit Geideck und Frank Eulberg im Trainerstab der ersten Mannschaft tätig. Diese Tätigkeit gab er jedoch wenig später aufgrund seiner Tätigkeit als Lehrer wieder auf und beschränkte sich auf die Funktion des Chef-Scouts, welche er vom 1. Juli 2008 bis zum 30. Juni 2011 bekleidete.

## Pädagogische Laufbahn
Neben seiner Karriere als Spieler und Trainer absolvierte Weber eine Lehrerausbildung. Er wurde zunächst stellvertretender Schulleiter des Hanse-Berufskollegs in Lemgo. Im Februar 2012 übernahm er die Leitung des Carl-Severing-Berufskollegs, des größten Berufskollegs in Bielefeld. Seit 2018 ist er Leiter des Dietrich-Bonhoeffer-Berufskollegs in Detmold.